# آنجلو جيجلي
آنجلو جيجلي (بالإيطالية: Angelo Gigli)‏ مواليد 4 يونيو 1983 في بيترماريتزبرغ، هو لاعب كرة سلة إيطالي بدأ مسيرته الاحترافية في سنة 2001. يبلغ طوله 6 قدم 10.25 بوصة (2.1 م).

## فرق لعب لها
- بالاكانسترو ريجيانا
- فيرتوس روما
- فيرتوس بالاكانسترو بولونيا
- أولمبيا ميلانو

## روابط خارجية
- آنجلو جيجلي على موقع الاتحاد الدولي لكرة السلة (الإنجليزية)
- آنجلو جيجلي على موقع الدوري الأوروبي لكرة السلة (الإنجليزية)
- آنجلو جيجلي على موقع كرة السلة الأوروبية.كوم (الإنجليزية)
- آنجلو جيجلي على موقع ريلجم (الإنجليزية)
- آنجلو جيجلي على موقع بروبوليرز (الإنجليزية)
- آنجلو جيجلي على موقع سبورتس رفرنس (الإنجليزية)